# Печери Великої Британії
Нижче наведено перелік печер Великої Британії, до якого увійшли найбільші і найглибші печери країни.
У Великій Британії знайшли печеру короля-вигнанця
У Великій Британії археологи встановили, що в печерному помешканні, якому близько 1200 років, міг жити англосаксонський король-вигнанець.
Помешкання, яке визначили як один із найстаріших непошкоджених житлових приміщень з будь-коли знайдених у Великій Британії, було влаштоване в печері Anchor Church.
У 18 сторіччі печера Anchor Church на півдні Дербішир використовувалася місцевими дворянами як місце для вечірок. Тепер археологи вважають, що печерному дому 1200 років, і, ймовірно, в ньому жив Еардвульф, який був поваленим королем Нортумбрії. Чоловік правив Нортумбрією до 806 року та помер близько 830 року. Він був похований за п’ять миль від печер у місті Брідон на пагорбі в Лестерширі.

## Найглибші печери
- Найглибша печера Уельсу і всієї Великої Британії — Огоф Ффіннон Дду (308 м).
- Найглибша печера Англії — Пік-Каверн (248 м).
- Найглибша печера Північної Ірландії — Рейфад-Пот (193 м).
- Найглибша печера Шотландії — Кнок-нан-Уам (83 м).

Найдовша система печер у Великій Британії — Із-Гілл (72 км).

Детальна інформація про них:https://uk.unionpedia.org/Печери_Великої_Британії [Архівовано 27 жовтня 2021 у Wayback Machine.]

## Англія

### Девон
Афтон Red Rift;
Bakers Pit, Buckfastleigh;
Кентська печера;
Pridhamsleigh Cavern, Ашбертон.

### МендіпіСомерсет
Aveline's Hole;
Charterhouse Cave;
Cox's cave;
Eastwater Cavern;
GB Cave, Мендіп;
Goatchurch Cavern;
Gough's Cave;
Lamb Leer;
Longwood Swallet;
Manor Farm Swallet;
Priddy Green Sink;
Primrose Pot;
Rhino Rift;
Shatter Cave;
Swildon's Hole;
St Cuthbert's Swallet;
Stoke Lane Slocker;
Thrupe Lane Swallet;
Wigmore Swallet;
Withyhill Cave;
Wookey Hole Caves.

### Дербішир
Blue John Cavern;
Great Masson Cavern;
Great Rutland Cavern;
Oxlow Cavern;
Peak Cavern;
Poole's Cavern;
Speedwell Cavern;
Титан;
Treak Cliff Cavern;

### Йоркшир
Alum Pot;
The Buttertubs;
Кар Пот;
Easegill System;
Gaping Gill;
Ingleborough Cave;
Langcliffe Pot;
Long Churn Caves;
Mossdale Caverns;
White Scar Caves;
Stump Cross Caverns.

### Інші території
Chislehurst Caves, Великий Лондон;
Goyden pot, печери Ніддердейлу;
Manchester Hole, печери Ніддердейлу;
Mother Ludlam's Cave, Мур Парк, Фарнгам, Суррей;
New Goyden pot, печери Ніддердейлу;
Pate Hole, Камбрія;
Redhouse Lane Swallet, Ліс Діна, Глостершир;
Slaughter Stream Cave, Ліс Діна, Глостершир;
Печера Тора, Стаффордшир;
West Wycombe Caves, Бакінгемшир;

## Північна Ірландія
- Баджер-Пот, Фермана;
- Печери Бохо, Фермана;
- Печери Марбл-Арч, Фермана;
- Нунс-Хоул, Фермана.

## Шотландія
- Клівз-Коув, Північний Ершир;
- Фінгалова печера, Гайленд;
- Сму, Гайленд;
- Уам-ан-Клаонаїте, Гайленд.

## Уельс
- Bridge Cave, Південний Уельс;
- Dan yr Ogof, Південний Уельс;
- Elm Hole, Південний Уельс;
- Little Neath River Cave, Південний Уельс;
- Оґоф Ежен Аллвель, Південний Уельс;
- Оґоф Крейг а Ффіннон, Південний Уельс;
- Оґоф Дренен, Південний Уельс;
- Оґоф Фавр, Південний Уельс;
- Оґоф Ффіннон Дду, Південний Уельс;
- Оґоф Ген Ффнгоннау, Північний Уельс;
- Оґоф Хесп Алін, Північний Уельс;
- Оґоф Ллин Парк, Північний Уельс;
- Оґоф Надоліг, Північний Уельс;
- Оґоф y Daren Cilau, Південний Уельс;
- Otter Hole, Монмутшир;
- Porth Yr Ogof, Південний Уельс.

## Ресурси Інтернету
- UK Caves [Архівовано 3 березня 2007 у Wayback Machine.]
- Caves of Settle, North Yorkshire [Архівовано 15 серпня 2006 у Wayback Machine.]
- Peak District Caves (UK)

Шаблон:Печери Великої Британії